# باول ستيرلينغ
باول ستيرلينغ (بالإنجليزية: Paul Sterling)‏ هو لاعب دوري الرغبي بريطاني، ولد في 2 أغسطس 1964 في ولفرهامبتن في المملكة المتحدة.